# División Intermedia 2017
El campeonato de la División Intermedia 2017, denominado "100 años del Club Resistencia", fue la 100.ª edición de un campeonato de Segunda División y la 21.ª edición de la División Intermedia, desde la creación de la división en 1997. Organizado por la Asociación Paraguaya de Fútbol, inició el 18 de marzo de 2017 y contó con la participación de 16 clubes. Los actos inaugurales se realizaron en el estadio Hugo Bogado Vaceque del club General Caballero ZC cuando este recibió al club Resistencia. El resultado del partido fue victoria local por 2 a 0.
Los equipos nuevos en la categoría son los ascendidos Guaireña Fútbol Club de Villarrica, campeón del Campeonato Nacional de Interligas 2015/16 (como Liga Guaireña); el 22 de Septiembre FBC de Encarnación, campeón de la Primera División B Nacional 2016 y ganador del repechaje por el ascenso contra el subcampeón de la Primera División B; y el club Martín Ledesma de Capiatá campeón de la Primera División B 2016. Además, de River Plate y General Caballero ZC descendidos de la Primera División.

## Sistema de competición
Se mantiene al igual que en los últimos años, el formato de tipo liga, es decir todos contra todos a partidos de ida y vuelta. Es decir, cuenta con dos rondas compuestas por quince jornadas cada una con localía invertida. Se consagrará campeón el club que sume la mayor cantidad de puntos al cabo de las 30 fechas. En caso de producirse igualdad en puntaje entre dos clubes (por el campeonato, el ascenso o el descenso), para definir posiciones se debe recurrir a un partido extra. Si son más de dos clubes, se resuelve según los siguientes parámetros:
1) saldo de goles;
2) mayor cantidad de goles marcados;
3) mayor cantidad de goles marcados en condición de visitante;
4) sorteo.

## Ascensos y descensos
| Pos | Ascendidos a Primera División |
| --- | ----------------------------- |
| 1º  | Independiente                 |
| 2º  | Trinidense                    |

| Pos | Descendidos a Primera División B |
| --- | -------------------------------- |
| 14º | Cristóbal Colón (Ñ)              |
| 15º | San Lorenzo                      |
| 16º | Sport Colombia                   |

| Pos | Descendidos de la Primera División |
| --- | ---------------------------------- |
| 11º | General Caballero ZC               |
| 12º | River Plate                        |

| Pos | Ascendido del Nacional de Interligas |
| --- | ------------------------------------ |
| 1º  | Guaireña                             |

| Pos | Ascendido de la Primera División B Nacional |
| --- | ------------------------------------------- |
| 1º  | 22 de Septiembre ENC                        |

| Pos | Ascendidos de la Primera División B |
| --- | ----------------------------------- |
| 1º  | Martín Ledesma                      |

## Producto de la clasificación
- El torneo consagrará al campeón número 21° en la historia de la División Intermedia (desde su creación en 1997) y al 100º ganador de la Segunda División.

- El campeón y subcampeón del torneo, ascenderán directamente a la Primera División.[3]

- Los clubes que finalicen en las tres últimas posiciones en la tabla de promedios descenderán, los clubes que se encuentren como máximo a 50 km de Asunción descienden a la Primera División B y los clubes del interior a la Primera División B Nacional.[4]

## Distribución geográfica de los clubes
| Región                      | Nº | Equipos                                                                    |
| --------------------------- | -- | -------------------------------------------------------------------------- |
| Departamento Central        | 4  | Martín Ledesma (Capiatá), Fulgencio Yegros (Ñemby), Iteño y Olimpia (Itá). |
| Distrito Capital            | 4  | General Caballero ZC, River Plate, Resistencia y Fernando de la Mora.      |
| Departamento de San Pedro   | 2  | Liberación y Santaní.                                                      |
| Departamento de Caaguazú    | 2  | Caaguazú y Ovetense (Coronel Oviedo).                                      |
| Departamento de Cordillera  | 1  | Caacupé.                                                                   |
| Departamento de Alto Paraná | 1  | 3 de Febrero (Ciudad del Este).                                            |
| Departamento de Itapúa      | 1  | 22 de Septiembre (Encarnación).                                            |
| Departamento de Guairá      | 1  | Guaireña (Villarrica).                                                     |

## Equipos participantes
| Club                 | Fundación                           | Ciudad          | Entrenador          | Estadio                 | Capacidad |
| -------------------- | ----------------------------------- | --------------- | ------------------- | ----------------------- | --------- |
| 3 de Febrero         | 20 de noviembre de 1970 (54 años)   | Ciudad del Este | Marcio Marolla      | Antonio Aranda          | 28 000    |
| 22 de Septiembre     | 3 de octubre de 1906 (118 años)     | Encarnación     | Mario Jara          | El Bosque del Decano    | 2000      |
| Caacupé FBC          | 3 de diciembre de 2012 (12 años)    | Caacupé         | Riccardo Torresi    | Teniente Fariña         | 2500      |
| Deportivo Caaguazú   | 16 de septiembre de 2008 (16 años)  | Caaguazú        | Derlis Soto         | Federico Llamosas       | 7000      |
| Deportivo Liberación | 26 de septiembre de 2014 (10 años)  | Liberación      | Daniel Farrar       | Atanacio Villagra       | 1500      |
| Deportivo Santaní    | 27 de febrero de 2009 (16 años)     | San Estanislao  | Robert Gauto        | J. J. Vázquez           | 8000      |
| Fernando de la Mora  | 25 de diciembre de 1925 (99 años)   | Asunción        | Julio Villalba      | Emiliano Ghezzi         | 6000      |
| Fulgencio Yegros     | 14 de mayo de 1924 (101 años)       | Ñemby           | José Arrúa          | Parque Fulgencio Yegros | 1000      |
| General Caballero ZC | 6 de septiembre de 1918 (106 años)  | Asunción        | Roberto Sánchez     | Hugo Bogado Vaceque     | 5000      |
| Guaireña FC          | 28 de marzo de 2016 (9 años)        | Villarrica      | Carlos H. Paredes   | Parque del Guairá       | 12 000    |
| Martín Ledesma       | 22 de septiembre de 1914 (110 años) | Capiatá         | Ángel Martínez      | Enrique Soler           | 5000      |
| Olimpia de Itá       | 8 de marzo de 1921 (104 años)       | Itá             | Juan Cortés         | Presbítero Gamarra      | 5000      |
| Ovetense FC          | 5 de noviembre de 2015 (9 años)     | Coronel Oviedo  | Juan Daniel Cáceres | Ovetenses Unidos        | 10 000    |
| River Plate          | 15 de noviembre de 1911 (113 años)  | Asunción        | Gustavo Bobadilla   | Los Jardines del Kelito | 5000      |
| Resistencia          | 27 de diciembre de 1917 (107 años)  | Asunción        | Humberto Ovelar     | Tomás Beggan Correa     | 3500      |
| Sportivo Iteño       | 1 de junio de 1924 (101 años)       | Itá             | Daniel Lanata       | Salvador Morga          | 4500      |

## Clasificación
- Actualizado el 26 de septiembre de 2017.

| Pos | Equipo               | PJ | PG | PE | PP | GF | GC | DG  | PTS |
| --- | -------------------- | -- | -- | -- | -- | -- | -- | --- | --- |
| 1.  | 3 de Febrero CDE     | 30 | 15 | 11 | 4  | 47 | 28 | 19  | 56  |
| 2.  | Deportivo Santaní    | 30 | 15 | 10 | 5  | 45 | 27 | 18  | 55  |
| 3.  | Fulgencio Yegros     | 30 | 13 | 10 | 7  | 43 | 32 | 11  | 49  |
| 4.  | Resistencia          | 30 | 13 | 8  | 9  | 52 | 46 | 6   | 47  |
| 5.  | Deportivo Liberación | 30 | 12 | 7  | 11 | 41 | 47 | -6  | 43  |
| 6.  | Ovetense FC          | 30 | 11 | 12 | 8  | 42 | 39 | 3   | 42  |
| 7.  | Martín Ledesma       | 30 | 11 | 8  | 11 | 49 | 45 | 4   | 41  |
| 8.  | Deportivo Caaguazú   | 30 | 11 | 8  | 11 | 40 | 41 | -1  | 41  |
| 9.  | Guaireña FC          | 30 | 10 | 10 | 10 | 37 | 34 | 3   | 40  |
| 10. | Sportivo Iteño       | 30 | 10 | 9  | 11 | 31 | 33 | -2  | 39  |
| 11. | River Plate          | 30 | 9  | 11 | 10 | 42 | 37 | 5   | 38  |
| 12. | General Caballero ZC | 30 | 9  | 11 | 10 | 37 | 36 | 1   | 38  |
| 13. | 22 de Septiembre     | 30 | 8  | 13 | 9  | 36 | 34 | 2   | 37  |
| 14. | Fernando de la Mora  | 30 | 9  | 8  | 13 | 38 | 46 | -8  | 35  |
| 15. | Caacupé FBC          | 30 | 6  | 10 | 14 | 29 | 43 | -14 | 28  |
| 16. | Olimpia de Itá       | 30 | 3  | 6  | 21 | 33 | 74 | -41 | 15  |

 Pos=Posición; PJ=Partidos jugados; PG=Partidos ganados; PE=Partidos empatados; PP=Partidos perdidos; Pts=Puntos 

 GF=Goles a favor; GC=Goles en contra; DG=Diferencia de gol
|  | Ascendidos a Primera División. |

## Puntaje promedio
El promedio de puntos de un club es el cociente que se obtiene de la división de su puntaje acumulado en las últimas tres temporadas en la división, por la cantidad de partidos que haya jugado durante dicho período. Este determina, al final de cada temporada, el descenso de los equipos que acaben en los tres últimos lugares de la tabla. Clubes de Asunción o de ciudades que se encuentren a menos de 50 km de la capital descienden a la Primera División B. En tanto que equipos del resto del país descienden al Primera División B Nacional. Para esta temporada se promediarán los puntajes acumulados de la temporada 2015, 2016, además de los puntos de la presente. En caso de empate de cociente para determinar a los equipos por descender, si el empate se da entre dos clubes se juega partido extra, si el empate es entre más de dos clubes se tiene en cuenta la diferencia de gol en primera instancia, luego goles a favor para determinar a los descendidos.
- Actualizado el 26 de septiembre de 2017.

| Pos | Club                 | Prom  | PT  | PJ | 2015 | 2016 | 2017 |
| --- | -------------------- | ----- | --- | -- | ---- | ---- | ---- |
| 1º  | Deportivo Santaní    | 1,666 | 100 | 60 | 0    | 45   | 55   |
| 2º  | 3 de Febrero         | 1,555 | 140 | 90 | 43   | 41   | 56   |
| 3º  | Resistencia          | 1,555 | 140 | 90 | 45   | 48   | 47   |
| 4º  | Fulgencio Yegros     | 1,483 | 89  | 60 | 0    | 40   | 49   |
| 5º  | Deportivo Caaguazú   | 1,444 | 130 | 90 | 46   | 43   | 41   |
| 6º  | Sportivo Iteño       | 1,411 | 127 | 90 | 46   | 42   | 39   |
| 7º  | Martín Ledesma       | 1,366 | 41  | 30 | 0    | 0    | 41   |
| 8º  | Fernando de la Mora  | 1,366 | 123 | 90 | 47   | 41   | 35   |
| 9º  | Deportivo Liberación | 1,344 | 121 | 90 | 50   | 28   | 43   |
| 10º | Ovetense FC          | 1,333 | 80  | 60 | 0    | 38   | 42   |
| 11º | Guaireña FC          | 1,333 | 40  | 30 | 0    | 0    | 40   |
| 12º | River Plate          | 1,266 | 38  | 30 | 0    | 0    | 38   |
| 13º | General Caballero ZC | 1,266 | 38  | 30 | 0    | 0    | 38   |
| 14º | 22 de Septiembre     | 1,233 | 37  | 30 | 0    | 0    | 37   |
| 15º | Caacupé FBC          | 1,233 | 111 | 90 | 41   | 42   | 28   |
| 16º | Olimpia de Itá       | 0,916 | 55  | 60 | 0    | 40   | 15   |

 Pos=Posición; Prom=Promedio; PT=Puntaje total; PJ=Partidos jugados
|  | Descendidos a Tercera División |

## Campeón
|                            |
| 3 de Febrero CDE 3º título |

## Resultados
El horario de los partidos corresponde al empleado en Paraguay: estándar (UTC-4) y horario de verano (UTC-3).
| General Caballero ZC | 2 - 0 | Resistencia         | Hugo Bogado Vaceque | 18 de marzo | 15:45 |
| Fulgencio Yegros     | 1 - 0 | Caacupé             | Ypané               | 19 de marzo | 16:30 |
| Iteño                | 0 - 1 | Martín Ledesma      | Salvador Morga      | 19 de marzo | 16:30 |
| Ovetense             | 3 - 3 | Fernando de la Mora | Ovetenses Unidos    | 19 de marzo | 16:30 |
| Olimpia de Itá       | 0 - 2 | 3 de Febrero CDE    | Presbítero Gamarra  | 19 de marzo | 16:30 |
| Guaireña             | 1 - 0 | River Plate         | Parque del Guairá   | 19 de marzo | 16:30 |
| 22 de Septiembre ENC | 3 - 4 | Caaguazú            | 22 de Septiembre    | 19 de marzo | 16:30 |
| Santaní              | 2 - 0 | Liberación          | J. J. Vázquez       | 19 de marzo | 17:00 |

| 3 de Febrero CDE    | 1 - 1 | Ovetense             | Antonio Aranda      | 24 de marzo | 19:00 |
| Fulgencio Yegros    | 1 - 1 | Santaní              | Ypané               | 25 de marzo | 15:45 |
| Fernando de la Mora | 0 - 2 | Iteño                | Emiliano Ghezzi     | 25 de marzo | 16:30 |
| River Plate         | 3 - 3 | Olimpia de Itá       | Jardines del Kelito | 25 de marzo | 16:30 |
| Caacupé             | 1 - 1 | General Caballero ZC | Teniente Fariña     | 25 de marzo | 16:45 |
| Resistencia         | 3 - 0 | Guaireña             | Tomás Beggan Correa | 26 de marzo | 15:30 |
| Martín Ledesma      | 0 - 2 | 22 de Setiembre ENC  | Enrique Soler       | 26 de marzo | 15:30 |
| Caaguazú            | 3 - 2 | Liberación           | Federico Llamosas   | 26 de marzo | 15:30 |

| General Caballero ZC | 2 - 1 | Fulgencio Yegros    | Hugo Bogado Vaceque | 1 de abril | 10:00 |
| Guaireña             | 2 - 0 | Caacupé             | Parque del Guairá   | 2 de abril | 15:30 |
| Santaní              | 3 - 1 | Caaguazú            | J. J. Vázquez       | 2 de abril | 15:30 |
| Liberación           | 2 - 1 | Martín Ledesma      | Atanacio Villagra   | 2 de abril | 15:30 |
| 22 de Septiembre ENC | 0 - 1 | Fernando de la Mora | 22 de Septiembre    | 2 de abril | 15:30 |
| Iteño                | 1 - 0 | 3 de Febrero CDE    | Salvador Morga      | 2 de abril | 15:30 |
| Ovetense             | 1 - 1 | River Plate         | Ovetenses Unidos    | 2 de abril | 15:30 |
| Olimpia de Itá       | 3 - 3 | Resistencia         | Presbítero Gamarra  | 2 de abril | 15:30 |

| River Plate          | 1 - 0 | Iteño                | Jardines del Kelito | 7 de abril      | 17:00 |
| 3 de Febrero CDE     | 2 - 0 | 22 de Septiembre ENC | Antonio Aranda      | 7 de abril      | 18:00 |
| General Caballero ZC | 1 - 2 | Santaní              | Hugo Bogado Vaceque | 8 de abril      | 10:00 |
| Fernando de la Mora  | 0 - 1 | Liberación           | Emiliano Ghezzi     | 8 de abril      | 15:15 |
| Martín Ledesma       | 4 - 1 | Caaguazú             | Enrique Soler       | 8 de abril      | 15:15 |
| Resistencia          | 3 - 2 | Ovetense             | Tomás Beggan Correa | 9 de abril      | 15:15 |
| Fulgencio Yegros     | 2 - 2 | Guaireña             | Ypané               | 9 de abril      | 15:15 |
| Caacupé              | 1 - 2 | Olimpia de Itá       | Teniente Fariña     | 9 y 10 de abril | 15:30 |

| 22 de Septiembre ENC | 1 - 3 | River Plate          | 22 de Septiembre   | 13 de abril | 15:00 |
| Olimpia de Itá       | 3 - 1 | Fulgencio Yegros     | Presbítero Gamarra | 15 de abril | 10:00 |
| Guaireña             | 3 - 0 | General Caballero ZC | Parque del Guairá  | 16 de abril | 15:00 |
| Caaguazú             | 1 - 0 | Fernando de la Mora  | Federico Llamosas  | 16 de abril | 15:00 |
| Ovetense             | 4 - 0 | Caacupé              | Ovetenses Unidos   | 16 de abril | 15:15 |
| Iteño                | 1 - 0 | Resistencia          | Salvador Morga     | 16 de abril | 15:15 |
| Liberación           | 0 - 3 | 3 de Febrero         | Atanacio Villagra  | 16 de abril | 15:15 |
| Santaní              | 2 - 2 | Martín Ledesma       | J. J. Vázquez      | 16 de abril | 15:30 |

| River Plate          | 5 - 0 | Liberación          | Jardines del Kelito    | 22 de abril | 10:00 |
| Caacupé              | 3 - 2 | Iteño               | Teniente Fariña        | 22 de abril | 15:00 |
| General Caballero ZC | 4 - 1 | Olimpia de Itá      | Hugo Bogado Vaceque    | 22 de abril | 15:15 |
| 3 de Febrero CDE     | 3 - 2 | Caaguazú            | Antonio Aranda         | 22 de abril | 15:15 |
| Guaireña             | 1 - 1 | Santaní             | Parque del Guairá      | 23 de abril | 15:00 |
| Fulgencio Yegros     | 0 - 2 | Ovetense            | Pablo Patricio Bogarín | 23 de abril | 15:00 |
| Resistencia          | 1 - 3 | 22 de Setiembre ENC | Tomás Beggan Correa    | 23 de abril | 15:15 |
| Fernando de la Mora  | 2 - 0 | Martín Ledesma      | Emiliano Ghezzi        | 23 de abril | 15:15 |

| Olimpia de Itá      | 1 - 3 | Guaireña             | Presbítero Gamarra | 29 de abril | 10:00 |
| Martín Ledesma      | 3 - 1 | 3 de Febrero CDE     | Enrique Soler      | 29 de abril | 15:10 |
| Santaní             | 1 - 0 | Fernando de la Mora  | J. J. Vázquez      | 30 de abril | 15:00 |
| Ovetense            | 0 - 0 | General Caballero ZC | Ovetenses Unidos   | 30 de abril | 15:00 |
| 22 de Setiembre ENC | 2 - 1 | Caacupé              | 22 de Septiembre   | 30 de abril | 15:00 |
| Liberación          | 3 - 2 | Resistencia          | Atanacio Villagra  | 30 de abril | 15:00 |
| Caaguazú            | 1 - 1 | River Plate          | Federico Llamosas  | 30 de abril | 15:00 |
| Iteño               | 3 - 2 | Fulgencio Yegros     | Salvador Morga     | 30 de abril | 15:00 |

| Caacupé              | 2 - 4 | Liberación           | Teniente Fariña     | 6 de mayo | 15:00 |
| River Plate          | 1 - 1 | Martín Ledesma       | Jardines del Kelito | 6 de mayo | 15:15 |
| 3 de Febrero CDE     | 1 - 0 | Fernando de la Mora  | Antonio Aranda      | 6 de mayo | 15:15 |
| General Caballero ZC | 0 - 1 | Iteño                | Hugo Bogado Vaceque | 6 de mayo | 15:15 |
| Resistencia          | 2 - 0 | Caaguazú             | Tomás Beggan Correa | 6 de mayo | 15:15 |
| Guarieña             | 2 - 1 | Ovetense             | Parque del Guairá   | 7 de mayo | 14:30 |
| Olimpia de Itá       | 0 - 1 | Santaní              | Presbítero Gamarra  | 7 de mayo | 15:00 |
| Fulgencio Yegros     | 1 - 0 | 22 de Septiembre ENC | Ypané               | 7 de mayo | 15:00 |

| 22 de Setiembre ENC | 4 - 1 | General Caballero ZC | 22 de Septiembre  | 12 de mayo | 15:00 |
| Iteño               | 1 - 1 | Guaireña             | Salvador Morga    | 14 de mayo | 10:00 |
| Fernando de la Mora | 2 - 1 | River Plate          | Emiliano Ghezzi   | 14 de mayo | 10:00 |
| Caaguazú            | 0 - 1 | Caacupé              | Federico Llamosas | 14 de mayo | 10:00 |
| Martín Ledesma      | 2 - 2 | Resistencia          | Enrique Soler     | 14 de mayo | 15:00 |
| Ovetense            | 3 - 2 | Olimpia de Itá       | Ovetenses Unidos  | 14 de mayo | 15:00 |
| Liberación          | 0 - 2 | Fulgencio Yegros     | Atanacio Villagra | 14 de mayo | 15:00 |
| Santaní             | 1 - 2 | 3 de Febrero CDE     | J. J. Vázquez     | 14 de mayo | 15:00 |

|  | - |  |  | 29 de abril | 10:00 |
|  | - |  |  | 29 de abril | 10:00 |
|  | - |  |  | 29 de abril | 10:00 |
|  | - |  |  | 29 de abril | 10:00 |
|  | - |  |  | 29 de abril | 10:00 |
|  | - |  |  | 29 de abril | 10:00 |
|  | - |  |  | 29 de abril | 10:00 |
|  | - |  |  | 29 de abril | 10:00 |